# Basharat Peer
Basharat Peer là một nhà báo, nhà văn và nhà bình luận chính trị người Ấn Độ, đến từ Kashmir và sống làm việc tại New York, Mỹ. Ông hiện là biên tập viên của tạp chí The New York Times. Peer cũng là một thành viên của Quỹ Xã hội Mở ở New York, do tỷ phú George Soros sáng lập.

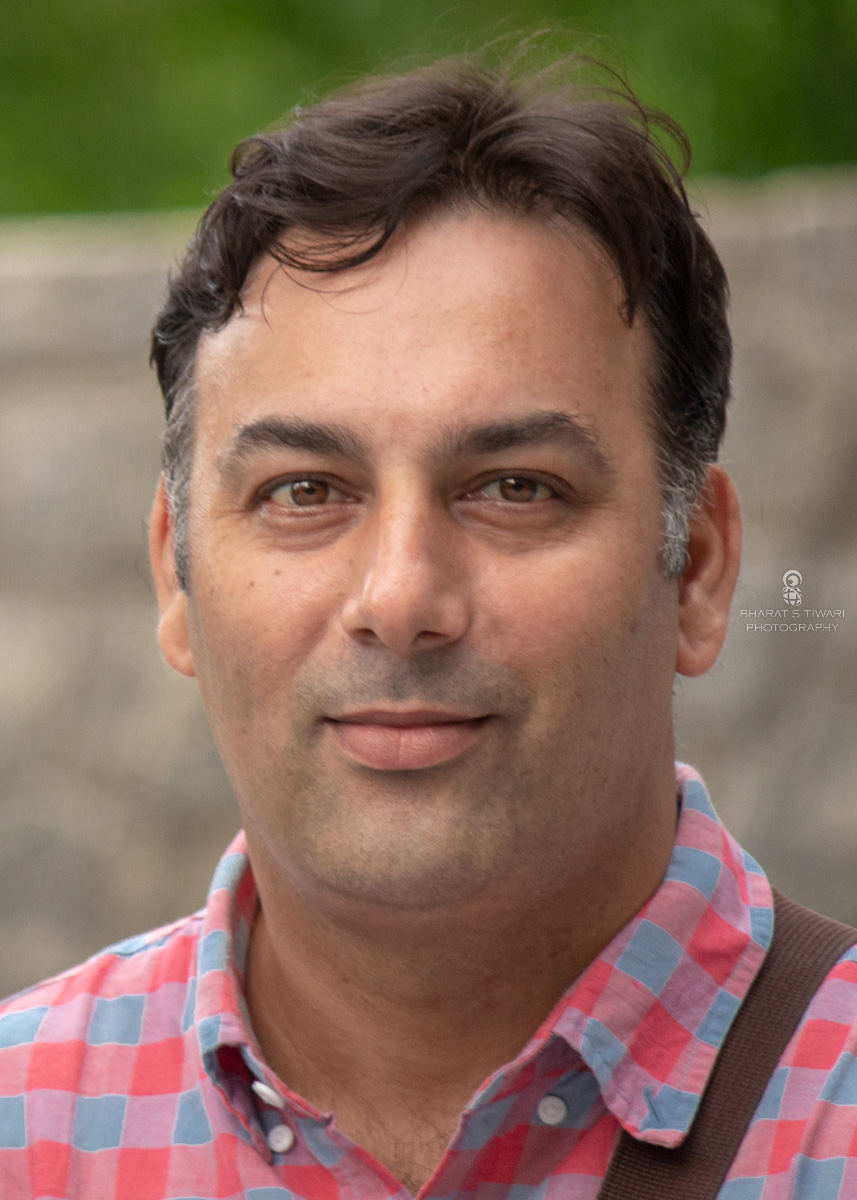
Basharat Peer, 2017